# Баскинг

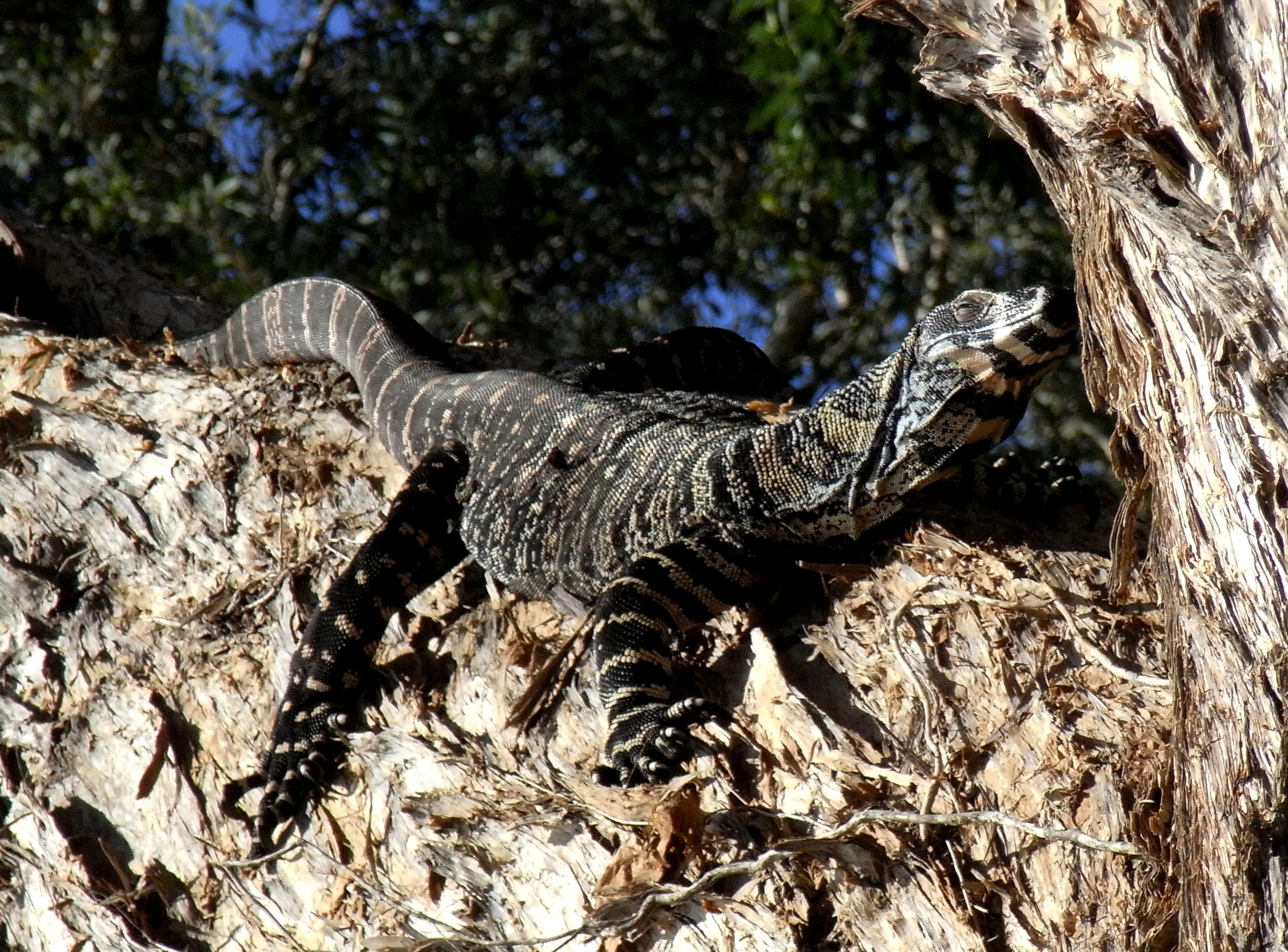
Прямой баскинг. Греющийся на солнце пёстрый варан (Varanus varius)

Баскинг (англ. basking, от bask — «греться на солнце») — форма поведения рептилий, позволяющая им увеличивать температуру тела и поддерживать её в предпочитаемом диапазоне. Является частью поведенческой терморегуляции. Во время баскинга животные принимают характерные позы (распластывание и расплющивание туловища, вытягивание конечностей), позволяющие увеличить поверхность тела и, соответственно, абсорбцию тепла, ориентируют плоскость тела перпендикулярно солнечным лучам, а также выбирают места с определённой температурой и освещением (например, освещаемые солнцем и прогретые участки почвы, камни, брёвна и т. д.). Существует несколько форм баскинга, различающихся в зависимости от экологических, морфологических и физиологических особенностей животных и условий среды:
- Прямой баскинг — нахождение животных на прямом солнечном свете. Один из наиболее распространённых видов баскинга, примером которого могут служить греющиеся на солнце ящерицы.

- Непрямой баскинг — в этом случае животные находятся в полутени или тени.

- Защищённый баскинг — нахождение животных в нагретом укрытии.